# Taisha Airport
Taisha Airport är en flygplats i Ecuador.   Den ligger i provinsen Morona Santiago, i den centrala delen av landet, 260 km söder om huvudstaden Quito. Taisha Airport ligger 438 meter över havet.
Terrängen runt Taisha Airport är platt österut, men västerut är den kuperad.  Trakten runt Taisha Airport är nära nog obefolkad, med mindre än två invånare per kvadratkilometer. I omgivningarna runt Taisha Airport växer i huvudsak städsegrön lövskog.